# ノーサンバーランド州立公園
ノーサンバーランド州立公園（英語、Northumberland Provincial Park）は、カナダ東端部プリンスエドワードアイランド州中部のクイーンズ郡に設定されている州立公園である。

## 地理
ノーサンバーランド州立公園は、北緯45度58分00秒、西経62度43分00秒付近に位置している。この場所はプリンスエドワードアイランド州クイーンズ郡の東端部に当たり、同州東部のキングス郡との行政境界線は、この公園の東側の程近い場所を通っている。また、この公園はプリンスエドワード島の南岸に設置されていて、海岸に面しており遊泳も可能である

。